# غردكان (لوداب)
غردکان (بالفارسية: گردکان) هي قرية تقع في إيران في قسم لوداب الريفي. يقدر عدد سكانها بـ 251 نسمة .